# آنتوان دنریاز
آنتوان دنریاز (فرانسوی: Antoine Dénériaz‎؛ زادهٔ ۶ مارس ۱۹۷۶) اسکی‌باز آلپاین اهل فرانسه است.
وی همچنین برندهٔ جوایزی همچون لژیون دونور (شوالیه) شده‌است.
وی در مسابقات کشوری و بین‌المللی در مجموع برندهٔ ۱ مدال طلا شده‌است.